# جيمس هوغ (كاتب)
جيمس هوغ (بالإنجليزية: James Hogg)‏ (9 ديسمبر 1770 في المملكة المتحدة - 21 نوفمبر 1835 في المملكة المتحدة)؛ كاتِب، مؤلِّف أغانٍ، شاعر وروائي بريطاني.

## روابط خارجية
- جيمس هوغ على موقع IMDb (الإنجليزية)
- جيمس هوغ على موقع الموسوعة البريطانية (الإنجليزية)
- جيمس هوغ على موقع ميوزك برينز (الإنجليزية)
- جيمس هوغ على موقع إن إن دي بي (الإنجليزية)
- جيمس هوغ على موقع ديسكوغز (الإنجليزية)